# Angelina Jolie
Angelina Jolie (izg. dʒoʊˈliː, rojena Angelina Jolie Voight), ameriška filmska in televizijska igralka ter režiserka, * 4. junij 1975, Los Angeles, Kalifornija, Združene države Amerike.
Angelina Jolie si je za svoje delo prislužila enega oskarja, dve nagradi Screen Actors Guild Awards in tri zlate globuse. Poznana je tudi zaradi svojega promoviranja humanitarnega dela, sama pa kot ambasadorka organizacije UNHCR pomaga beguncem. Velja za eno izmed najprivlačnejših oseb na svetu, pa tudi za »najprivlačnejšo« in »najlepšo« žensko na svetu, zaradi česar je pritegnila veliko pozornosti medijev.
Čeprav se je s svojim očetom, igralcem Jonom Voightom, že kot otrok leta 1982 pojavila v filmu Lookin' to Get Out, je Angelina Jolie pozornost pritegnila šele desetletje kasneje, in sicer s filmom Kiborg 2 (1993). Njena prva glavna vloga v pomembnejšem filmskem projektu je bila vloga v kibernetskem trilerju Hekerji (1995). Nato je zaigrala v kritično odmevnih filmih George Wallace (1997) in Gia (1998) ter prejela oskarja v kategoriji za »najboljšo stransko igralko« za svoj nastop v dramskem filmu Nore in svobodne (1999). Angelina Jolie je postala še bolj znana, ko je zaigrala Laro Croft, junakinjo iz raznih videoiger, v filmu Lara Croft: Tomb Raider (2001) in od takrat naprej velja za eno izmed najbolje poznanih in najbolje plačanih igralk v Hollywoodu. Pozornost filmskih kritikov je pritegnila tudi z dramskima filmoma Mogočno srce in Zamenjan, za katerega je bila nominirana za oskarja v kategoriji za »najboljšo igralko«, svoj sloves akcijske zvezdnice pa je okrepila še s filmsko upodobitvijo stripa Iskan (2008) ter akcijskim trilerjem Salt (2010). Največji komercialni uspeh od vseh njenih filmov sta poželi akcijska komedija Gospod in gospa Smith (2005) in animirani film Kung Fu Panda (2008).
Ločena od igralcev Jonnyja Leeja Millerja in Billyja Boba Thorntona, Angelina Jolie trenutno živi z Bradom Pittom, njuno razmerje pa pritegne veliko pozornosti javnosti. Avgusta 2014 sta se poročila. Angelina Jolie in Brad Pitt imata tri posvojene (Maddoxa, Paxa in Zaharo) ter tri biološke otroke (Shiloh, Knoxa in Vivienne).

## Zgodnje življenje in družina
Angelina Jolie se je kot Angelina Jolie Voight rodila v Los Angelesu, Kalifornija, Združene države Amerike, kot hči igralcev Jona Voighta in Marcheline Bertrand. Je sestra igralca Jamesa Havena, nečakinja pevca in tekstopisca Chipa Taylorja ter krščenka igralcev Jacqueline Bisset in Maximiliana Schella. Po očetovi strani ima nemške in madžarske korenine, mamini predniki pa so bili francoski Kanadčani in Nizozemci, imela pa naj bi tudi irokeške korenine, čeprav Jon Voight pravi, da Marcheline Bertrand »v resnici ni bila Irokezinja« in da je to trdila samo zato, da bi ustvarila vtis eksotičnih korenin.
Potem, ko sta se njuna starša leta 1976 ločila, je Angelino Jolie in njenega brata Jamesa vzgajala njuna mati, ki je zaradi tega opustila svoje igralske ambicije in se preselila v Palisades, New York. Kot otrok si je Angelina Jolie skupaj s svojo mamo ogledala veliko različnih filmov in kasneje dejala, da se je zaradi tega začela zanimati za igranje; njen oče pri tem ni imel nobenega vpliva. Ko je imela enajst let, se je njena družina preselila nazaj v Los Angeles. Angelina Jolie se je takrat odločila, da si želi igrati, zaradi česar se je vpisala v gledališki inštitut Leeja Strasberga, kjer se je igranja učila dve leti in v tem času zaigrala v različnih gledaliških igrah.
Pri štirinajstih se je Angelina Jolie prenehala ukvarjati z igranjem in dejala, da si želi postati pogrebnica. V tistem času je nosila črna oblačila, eksperimentirala v igrah z noži in skupaj s svojim fantom odhajala na razne punk in metal koncerte. Dve leti pozneje, ko se je razmerje končalo, se je kot podnajemnica naselila v stanovanju nad garažo nekaj ulic stran od doma svoje mame. Vrnila se je k učenju igranja in leto dni prej končala srednjo šolo, kljub temu pa danes na tisto obdobje ne gleda kot na obdobje, polno napak: »Po srcu sem še vedno - in vedno bom - samo punkovski otrok s tatuji«.
Danes se obdobja, ki ga je preživljala kot učenka na srednji šoli Beverly Hills, spominja po občutku izoliranosti od drugih otrok, saj je odraščala na območju premožnih družin; njena mama je sebe in svoja dva otroka morala preživeti s skromnejšimi dohodki, zaradi česar je Angelina Jolie morala pogosto nositi oblačila iz druge roke. Sošolci so jo dražili zaradi njenih posebnosti, saj je bila izredno suha in je nosila očala ter zobni aparat. Njena samozavest je še bolj upadla, ko so se njeni prvi poskusi opravljanja dela fotomodela izkazali za neuspešne. Začela se je rezati; kasneje je dejala: »Zbirala sem nože in vedno sem imela okoli sebe določene reči. Ritual rezanja, ob katerem sem čutila bolečino, se včasih počutila živo, čutila sproščanje, me je zaradi neznanega razloga pomirjal.«
Angelina Jolie je bila več let odtujena od svojega očeta. Ponovno sta se skušala povezati, ko se je slednji pojavil v filmu Lara Croft: Tomb Raider (2001). Julija 2002 je Angelina Jolie izdala pisno prošnjo za to, da bi se njeno ime uradno spremenilo iz »Angelina Jolie Voight« v »Angelina Jolie«; 12. septembra 2002 je bila sprememba imena tudi uradna. Avgusta istega leta je Jon Voight trdil, da ima njegova hči »resne mentalne težave«, kar so objavili v reviji Access Hollywood. Angelina Jolie je kasneje dejala, da si ne želi več izboljšati svojega odnosa z očetom, pri čemer je dodala: »Z očetom ne govoriva. Nisem jezna nanj. Ne verjamem, da so vsi, ki so krvno povezani s teboj, tvoja družina. Ker je moj sin posvojen in ker se družino prisluži.« Povedala je, da v javnosti ne želi več komentirati razlogov za odtujenost od svojega očeta in menila je, da zaradi njenega posvojenega sina Maddoxa ni zdravo, da se druži z Jonom Voightom. Februarja 2010 se je Angelina Jolie javno ponovno srečala s svojim očetom, saj jo je slednji obiskal med snemanjem filma Turist v Benetkah.

## Kariera

### Zgodnje delo: 1991–1997
Pri štirinajstih je Angelina Jolie pričela delati kot manekenka, večinoma pa je delala v Los Angelesu, New Yorku in Londonu. V tistem času se je pojavila v različnih videospotih, vključno z videospoti za pesmi »Stand by My Woman« Lennyja Kravitza (1991), »Alta Marea« Antonella Vendittija (1991), »It's About Time« glasbene skupine The Lemonheads (1993) in »Rock and Roll Dreams Come Through« Meat Loafa (1993). Pri šestnajstih je Angelina Jolie ponovno pričela igrati v gledališču in odigrala svojo prvo vlogo nemške domine. Igranja se je pričela učiti od svojega očeta, saj je opazila njegove metode opazovanja ljudi, ki jih je želel odigrati. Njun odnos v tistem času ni bil tako napet, čeprav naj bi Angelina Jolie že takrat spoznala, da sta oba »kraljici drame«".
Angelina Jolie se je pojavila v petih filmih, ki jih je njen brat posnel kot učenec šole filmske umetnosti, vendar se je njena poklicna kariera pričela šele leta 1993, ko je odigrala svojo prvo glavno vlogo v neuspešnem znanstveno-fantastičnem filmu Kiborg 2. V filmu je upodobila Casello »Cash« Reese, skoraj človeškega robota, ki so ga ustvarili zato, da bi si izboril svojo pot v sedež konkurenčnega podjetja in nato eksplodiral. Nad filmom je bila tako razočarana, da v naslednjem letu sploh ni hodila na avdicije. Po stranski vlogi v neodvisnem filmu Brez dokaza (1995) je Angelina Jolie odigrala vlogo Kate »Acid Burn« Libby v svojem prvem hollywoodskem filmu Hekerji (1995). Novinar revije The New York Times je v svoji oceni filma napisal: »Kate (Angelina Jolie) izstopa. To je zato, ker svojo vlogo odigra bolj ganljivo kot [njeni soigralci] in je ena izmed redkih ženskih hekerjev, ki pozorno sedijo ob svoji tipkovnici in vidijo tudi čez najboljše. Kljub njeni mračni drži, kar se zahteva od vloge, je gdč. Jolie podedovala sladki pogled njenega očeta, Jona Voighta.« Film ni zaslužil veliko, vendar si je po izidu preko DVD-ja prislužil status kultnega filma.
Kot Gina Malacici je leta 1996 zaigrala v komediji Ljubezen je vse, sodobni upodobitvi Shakespeareove drame Romeo in Julija, ki je govorila o prepiru dveh družin, ki imata v lasti vsaka svojo italijansko restavracijo v Bronxu, New York. V popotniškem filmu Mojave Moon (1996) je upodobila mlado žensko, Eleanor Rigby, ki se zaljubi v lik Dannyja Aiella srednjih let, medtem ko ta začne simpatizirati z njeno mamo, ki jo je upodobila Anne Archer. Leta 1996 je zaigrala tudi v filmu Lisičke, in sicer je upodobila Margret »Legs« Sadovsky, eno izmed petih najstniških deklet, ki potem, ko pretepejo učitelja, ki jih je spolno nadlegoval, vzpostavijo neverjetno vez. V oceni filma za revijo Los Angeles Times je nek novinar o njenem nastopu napisal: »Za upodobitev tega lika se je morala znebiti precej umazanije, vendar je Joliejeva, odtujena hči Jona Voighta, uspešno odpravila stereotip. Čeprav zgodbo pripoveduje Maddy, je Legs njen predmet in katalizator.«
Leta 1997 je Angelina Jolie poleg Davida Duchovnyja zaigrala v trilerju V vlogi boga, ki se odvija v podzemlju Los Angelesa. Filmski kritiki filmu v glavnem niso dodelili pozitivnih ocen; Roger Ebert iz revije Chicago Sun-Times je, na primer, napisal, da »Angelina Jolie najde določeno toplino v vlogi, ki je navadno težka in agresivna; zdi se preveč prijazna, da bi bila lahko [zločinčevo] dekle, in morda tudi je.« Nato je zaigrala v televizijskem filmu True Women (1997), zgodovinski romantični drami, ki se dogaja na ameriškem zahodu in temelji na romanu Janice Woods Windle. Istega leta je zaigrala striptizeto v videospotu za pesem »Anybody Seen My Baby?« glasbene skupine Rolling Stones.

### Preboj: 1998–2000
Kariera Angeline Jolie se je začela izboljševati potem, ko je dobila zlati globus za svoj nastop v biografskem televizijskem filmu George Wallace (1997). Upodobila je Cornelio Wallace, drugo ženo alabamskega guvernerja Georgea Wallacea, ki ga je zaigral Gary Sinise. Film so kritiki sprejeli v glavnem pozitivno in med drugim je dobil tudi zlati globus v kategoriji za »najboljšo miniserijo ali televizijski film«. Za svoj nastop v tem filmu je bila Angelina Jolie nominirana tudi za emmyja.
Leta 1998 je Angelina Jolie zaigrala v HBO-jevem filmu Gia, kjer je upodobila supermodel Gio Carangi. Film je govoril o uničenju njenega življenja in kariere zaradi odvisnosti od heroina ter o njenih padcih in smrti zaradi AIDS-a. Vanessa Vance s spletne strani Reel.com je napisala: »Angelina Jolie je zaslovela s svojo glavno vlogo Gie in z lahkoto ugotovimo, zakaj je temu tako. Joliejeva je v svoji upodobitvi - vlogo dopolni z živčnostjo, šarmom in obupom - in vlogi neustrašna, medtem ko je ta film morda najlepši biografski film, kar so jih kdaj posneli.« Že drugič zapored je Angelina Jolie dobila zlati globus in bila nominirana za emmyja. Dobila je tudi svojo prvo nagrado Screen Actors Guild Award.
V skladu z metodo igranja Leeja Strasberga naj bi Angelina Jolie v času snemanja svojih prvih filmov med premori med prizori raje ostala v svojem liku, zaradi česar so ji nadeli sloves igralke, s katero je težko sodelovati. Med snemanjem filma Gia je svojemu takratnemu možu Jonnyju Leeju Millerju povedala, da mu ne bo mogla telefonirati: »Povedala sem mu: 'Sem sama; umiram; sem lezbijka; nekaj tednov te ne bom videla.'« Potem, ko se je leta 1997 pričelo snemanje filma Gia, je Angelina Jolie oznanila, da bo za vedno opustila igranje, saj je menila, da je »že dala vse od sebe«. Ločila se je od Jonnyja Leeja Millerja in se preselila v New York, kjer je začela na univerzi v New Yorku študirati snemanje filmov in se udeležila učnih ur pisanja; kasneje je dejala, da je bilo to »enostavno dobro zame, saj sem se lahko spet zbrala.« Po obdobju hude depresije se je Angelina Jolie pričela bolje počutiti po tem, ko je dobila svoj drugi zlati globus za svoj nastop v filmu George Wallace. Kasneje so jo spodbudile še pozitivne ocene, s katerimi se je srečal film Gia in še naprej je nadaljevala s svojo kariero.
Angelina Jolie se je v filme vrnila, ko je leta 1998 zaigrala Glorio McNeary v gangsterskem filmu Peklenska četrt, kasneje tistega leta pa je zaigrala še v filmu Srčne igre, kjer so poleg nje zaigrali še Sean Connery, Gillian Anderson, Ryan Phillippe in Jon Stewart. Film se je srečal pretežno s pozitivnimi ocenami, tako kot njen nastop. Novinar revije San Francisco Chronicle je, na primer, napisal: »Joliejeva, ki igra prepisan lik, je prava senzacija kot obupana klubska gosenica, ki ugotavlja, za koliko je v resnici pripravljena igrati.« Za svoj nastop v tem filmu je bila Angelina Jolie nagrajena z nagrado National Board of Review Award v kategoriji za »ženski prebojni nastop«.
Leta 1999 je Angelina Jolie zaigrala v komični drami Mikea Newella, Kontrolorja poletov poleg Johna Cusacka, Billyja Boba Thorntona in Cate Blanchett. Kritiki so filmu dodelili mešane ocene, njen lik, zapeljiva žena lika Billyja Boba Thorntona, pa je bil v glavnem kritiziran. Novinar revije Washington Post je, na primer, v svoji oceni filma napisal: »Mary (Angelina Jolie), naravnost trapasta kreacija scenarista, ki je želel upodobiti žensko prostega duha, ki joka za odmrlim hibiskusom, nosi veliko turkiznih prstanov in potem, ko Russell vse noči preživi z doma, postane resnično osamljena.« Zatem je poleg Denzela Washingtona zaigrala v filmu Zbiralec kosti (1999), filmski upodobitvi istoimenskega kriminalnega romana Jefferyja Deaverja. V filmu je odigrala vlogo policistke Amelie Donaghy, ki jo preganja samomor njenega očeta policista, ki je liku Denzela Washingtona pomagal izslediti serijskega morilca. Film je po svetu zaslužil več kot 151 milijonov $, vendar so ga filmski kritiki v glavnem kritizirali. Novinar revije Detroit Free Press je, na primer, napisal: »Joliejeva, kljub temu, da jo je vedno enkratno pogledati, na žalost enostavno ne sodi v ta film.«

»Joliejeva postaja ena izmed divjih duš današnjih filmov, prikrit top s smrtonosnim ciljem.«

Roger Ebert o nastopu Angeline Jolie v filmu Nore in svobodne (1999)
Njena naslednja vloga je bila stranska vloga sociopatke Lise Rowe v filmu Nore in svobodne, ki pripoveduje zgodbo pacientke v psihiatrični bolnišnici Susanne Kaysen in temelji na istoimenski avtobiografiji Kaysenove. Čeprav so upali, da se bo Winoni Ryder, ki je zaigrala glavno vlogo, s tem filmom zopet uspelo prebiti v ospredje, je namesto tega s filmom pozornost javnosti v Hollywoodu pritegnila Angelina Jolie. Nagrajena je bila s svojim tretjim zlatim globusom, drugo nagrado Screen Actors Guild Award in z oskarjem v kategoriji za »najboljšo stransko igralko.« Novinar revije Variety je napisal: »Joliejeva je kot razposajeno, neodgovorno dekle, ki se izkaže za veliko bolj prekanjeno kot zdravniki v Susannini kliniki, odlična.«
Leta 2000 je Angelina Jolie zaigrala v svoji prvi poletni uspešnici, filmu Samo še 60 sekund, kjer je zaigrala Sarah »Sway« Wayland, bivše dekle kradljivca avtomobilov, lika Nicolasa Cagea. Vloga je bila majhna in novinar revije Washington Post je Angelino Jolie kritiziral, ker v tem filmu »samo postopala naokoli, se ohlajala, pozirala za tiste mesnate mišičnjake, ki ji tako izzivalno gnezdijo okoli zob.« Kasneje je razložila, da je bil film dobrodošlo olajšanje po čustveno naporni vlogi Lise Rowe, film sam pa je postal njen najbolje prodajani film do filma Lara Croft - Tomb Raider (2001), saj je po svetu zaslužil več kot 237 milijonov $.

### Mednarodni uspeh: 2001–danes
Čeprav so jo obravnavali kot igralko z izjemnimi igralskimi sposobnostmi, filmi Angeline Jolie še danes pogosto ne pritegnejo širšega občinstva, vendar je s filmom Lara Croft: Tomb Raider (2001) postala mednarodna superzvezdnica. Za filmsko upodobitev popularne serije videoiger Tomb Raider, kjer je zaigrala glavno vlogo, Laro Croft, se je Angelina Jolie morala naučiti govoriti z britanskim naglasom in je intenzivno trenirala borilne veščine. Za njen fizični nastop so jo filmski kritiki hvalili, vendar je bil film sam deležen v glavnem negativnih ocen. Novinar revije Slant Magazine je komentiral: »Angelina Jolie je bila rojena za igranje Lare Croft, a [režiser] Simon West njeno potovanje spremeni v igro Frogger.« Film je kljub negativnim kritikam užival mednarodni uspeh in po svetu zaslužil več kot 275 milijonov $ ter Angelini Jolie prislužil globalni sloves ženske akcijske zvezdnice.
Nato je Angelina Jolie poleg Antonia Banderasa zaigrala njegovo nevesto v filmu Izvirni greh (2001), trilerju, ki temelji na romanu Waltz into Darkness Cornella Woolricha. Filmu so kritiki dodelili negativne ocene, novinar revije The New York Times je, na primer, napisal: »Zgodba je slabša od vratnega izreza gdč. Jolie.« Leta 2002 je zaigrala v filmu Življenje ali nekaj takega, kjer je upodobila ambiciozno televizijsko reporterko, ki ji povedo, da bo v tednu dni umrla. Kritiki so filmu dodelili negativne ocene, čeprav so nastop Angeline Jolie v glavnem hvalili. CNN-jev novinar Paul Clinton je, na primer, napisal: »Joliejeva je v svoji vlogi odlična. Kljub nekoliko trapasti zgodbi sredi filma je ta z oskarjem nagrajena igralka izjemno prepričljiva na svoji poti iskanja same sebe in resničnega pomena izpolnjenega življenja.«
Angelina Jolie je s svojo vlogo Lare Croft nadaljevala tudi v filmu Lara Croft - Tomb Raider: Zibelka življenja (2003). Nadaljevanje ni bilo tako donosno, kot njegov predhodnik in je po svetu zaslužilo le 156 milijonov $. Angelina Jolie se je nato pojavila v videospotu za pesem »Did My Time« glasbene skupine Korn, ki so jo uporabili tudi za promocijo filma. Kasneje tistega leta je zaigrala v filmu Preko vseh meja, ki je govoril o prostovoljcih v Afriki. Čeprav je film odražal njena resnična zanimanja in promoviral humanitarnost, je bil finančno in kritično neuspešen. Novinar revije Los Angeles Times je, na primer, napisal: »Joliejeva lahko, kot je to naredila v filmu Nore in svobodne, za katerega je dobila oskarja, pričara elektriko in prepričljivost vlogam, ki jih pravzaprav ne razume. Lahko je tudi del filma Lara Croft in se seznani z risankami. A negotovost, ki je posledica slabega scenarija, njenega hibridnega, napadenega, umetnega lika, okuženega s piki komarjev v svetu krvi jo popolnoma premaga.«
Leta 2004 je poleg Ethana Hawkea zaigrala v trilerju Zbiralec življenj. V filmu je zaigrala Illeano Scott, FBI-jevo uslužbenko, ki je pozvana na pomoč pri iskanju montrealskega serijskega morilca. Film je prejel mešane ocene in novinar revije The Hollywood Reporter je v svoji oceni filma nastop Angeline Jolie komentiral z besedami: »Angelina Jolie zaigra vlogo tako, da se nedvomno zdi, da je kaj takega že igrala, a svojemu liku doda nezamenljivo vznemirjenje in čar.« Istega leta je glas posodila Loli v DreamWorksovem animiranem filmu Kraljestvo morskega psa in se za kratek čas pojavila v znanstveno-fantastičnem filmu Kerry Conran, Nebeški kapitan in svet prihodnosti, ki so ga v celoti posneli tako, da so se igralci pojavljali pred modrim zaslonom. Tistega leta je upodobila tudi Olimpijo v biografskem filmu Oliverja Stonea, Aleksander, ki je govoril o življenju Aleksandra Velikega. Film je bil v Združenih državah Amerike ob izidu neuspešen in Oliver Stone je njegovo neuspešnost pripisal temu, da občinstvo ni odobravalo njegove upodobitve Aleksandrove biseksualnosti, a je požel velik uspeh drugod po svetu in nazadnje zunaj ZDA zaslužil več kot 139 milijonov $.
Naslednji film Angeline Jolie je bila akcijska komedija Gospod in gospa Smith (2005). Film, ki ga je režiral Doug Liman, pripoveduje zgodbo zdolgočasenega poročenega para, Johna in Jane Smith, ki odkrijeta, da sta oba skrivna poklicna morilca. Poleg nje je v filmu zaigral še Brad Pitt. Film je s strani kritikov prejel mešane ocene, vendar so ga zaradi kemije med glavnima igralcema v glavnem hvalili. Novinar revije Star Tribune je, na primer, napisal: »Medtem, ko se zgodba zdi precej negotova, film uspe zaradi socialne čarobnosti, naraščajoče energije in termonuklearne kemije med glavnima igralcema.« Film je po svetu zaslužil okoli 478 milijonov $ in s tem postal ena izmed največjih uspešnic tistega leta.
Nato je Angelina Jolie zaigrala v filmu Roberta De Nira, Dobri pastir (2006), filmu o začetku organizacije CIA, spremljanega skozi oči Edwarda Wilsona, ki ga je upodobil Matt Damon. Angelina Jolie je odigrala stransko vlogo Margaret Russell, Wilsonove zanemarjene žene. Po mnenju novinarja revije Chicago Tribune, se »Joliejeva v celoti prepričljivo postara in ne pokaže zanimanja za to, kako se bo njen krhek lik srečal s sočutjem občinstva.«
Leta 2007 je Angelina Jolie posnela svoj režiserski prvenec, dokumentarni film A Place in Time, ki spremlja življenje na sedemindvajsetih različnih lokacijah po vsem svetu v enem tednu. Film so premierno predvajali na filmskem festivalu Tribeca tistega leta in nameravali so ga porazdeliti preko nacionalnega izobraževalnega združenja ter ga predvajati predvsem po srednjih šolah. Angelina Jolie je nato kot Mariane Pearl zaigrala v dramskem filmu dokumentarne narave Michaela Winterbottoma, Mogočno srce (2007), ki je govoril o ugrabitvi in umoru novinarja revije Wall Street Journal, Daniela Pearla, v Pakistanu. Film je temeljil na istoimenski avtobiografiji Mariane Pearl, premierno pa se je predvajal na filmskem festivalu v Cannesu leta 2007. Novinar revije The Hollywood Reporter je njen nastop v filmu opisal kot »dobro premišljen in ganljiv,« vlogo pa naj bi zaigrala »s spoštovanjem in obvladovanjem težkega naglasa.« Film ji je prislužil četrto nominacijo za zlati globus in tretjo nominacijo za nagrado Screen Actors Guild Award. Zaigrala je tudi Grendelovo mamo v animiranem epskem filmu Roberta Zemeckisa, Beowulf, ki so ga posneli s tehniko zajemanja gibanja.
Leta 2008 je Angelina Jolie ob Jamesu McAvoyju in Morganu Freemanu zaigrala v akcijskem filmu Iskan, upodobitvi romana Marka Millarja. Filmu so kritiki dodelili v glavnem pozitivne ocene, požel pa je tudi velik mednarodni uspeh in po svetu zaslužil več kot 342 milijonov $. Glas je posodila tudi Tigrici v DreamWorksovem animiranem filmu Kung Fu Panda (2008). Z zaslužkom 632 milijonov $ po svetu je ta film postal njen najbolje prodajani film, kar ostaja do današnjega dne. Istega leta je Angelina Jolie upodobila Christine Collins v dramskem filmu Clinta Eastwooda, Zamenjan, ki se je premierno predvajal na filmskem festivalu v Cannesu maja tistega leta. Film je temeljil na resnični zgodbi ženske, ki leta 1928 živi v Los Angelesu in se ponovno sreča s svojim ugrabljenim sinom - le da ga kasneje spozna za prevaranta. Novinar revije Chicago Tribune je o njenem nastopu v tem filmu napisal: »Joliejeva resnično žari v zatišju pred nevihto v prizorih, […] kjer pokroviteljska moška avtoriteta podcenjuje njeno nevarnost.« Angelina Jolie je za svoj nastop v tem filmu prejela svojo drugo nominacijo za oskarja in bila hkrati nominirana tudi za nagrade BAFTA Award, zlati globus, Empire Award in Screen Actors Guild Award v kategoriji za »najboljšo glavno igralko«.
Nato je Angelina Jolie leta 2010 zaigrala eponimsko vlogo v trilerju Salt, kar je bil njen prvi film po dveh letih. Kot agentka organizacije CIA, Evelyn Salt, ki potem, ko jo obtožijo vohunjenja za konkurenčno organizacijo KGB, beži pred roko pravice, je zaigrala poleg Lieva Schreiberja. Liku, ki so ga v originalu napisali za moškega, so spol spremenili potem, ko so producenti podjetja Colombia Pictures režiserju Phillipu Noyceu za vlogo predlagali Angelino Jolie. Film Salt je po svetu zaslužil več kot 293 milijonov $, filmski kritiki pa so mu dodelili v glavnem pozitivne ocene, novinar revije Empire je, na primer, napisal, da »ko pride do prodajanja neverjetnega, norega, smešnega filma, v katerem junaki kljubujejo smrti, je v akcijskem poslu le malo takih, ki se lahko merijo z Joliejevo.« Kasneje tistega leta je poleg Johnnyja Deppa zaigrala v filmu Turist, ki ga je režiral Florian Henckel von Donnersmarck. Kljub temu, da so kritiki filmu dodelili v glavnem negativne ocene, je zaslužil veliko denarja, kar 268 milijonov $ po vsem svetu, Angelina Jolie pa si je za svoj nastop prislužila kontroverzno nominacijo za zlati globus v kategoriji za »najboljšo igralko - Glasbeni film ali komedija«.

## Humanitarno delo
Angelina Jolie se je prvič zavedla humanitarnih kriz po svetu med snemanjem filma Lara Croft - Tomb Raider v Kambodži. Nazadnje se je za več informacij o krajih z največ težavami na svetu obrnila na organizacijo UNHCR. Da bi se bolje poučila o razmerah in pogojih za življenje na teh mestih, je začela obiskovati tabore za begunce po svetu. Februarja 2001 je Angelina Jolie odšla na področno potovanje, osemnajstdnevno misijo po Sierra Leoni in Tanzaniji; kasneje je povedala, da je bila nad tem, kar je videla, zgrožena. V prihodnjih mesecih se je za dva tedna vrnila v Kambodžo in se srečala z beguncema iz Afganistana v Pakistanu, kjer je donirala 1 milijon $ za pomoč afganistanskim beguncem in se tako odzvala na mednarodni UNHCR-jev klic v sili. Vztrajala je pri tem, da bo krila vse stroške, povezane z njenimi misijami in živela v enakih osnovnih delovnih in življenjskih razmerah kot ostali delavci organizacije UNHCR na vseh njenih obiskih. 27. avgusta 2001 so Angelino Jolie v sedežu organizacije UNHCR v Genevi imenovali za njihovo ambasadorko za pomoč beguncem.

»Ne smemo se umikati informacijam in ignorirati dejstva, da na milijone ljudi tam zunaj trpi. Resnično želim pomagati. Ne verjamem, da čutim drugače, kot ti ljudje. Mislim, da si vsi želimo pravičnosti in enakosti, priložnost za življenje s pomenom. Vsi bi radi verjeli, da če bi se mi znašli v slabi situaciji, bi nam nekdo priskočil na pomoč.«

Angelina Jolie o svojih motivih za vključitev k organizaciji UNHCR leta 2001
Angelina Jolie je bila na več območnih potovanjih po svetu in se je srečala z begunci in notranje razseljenimi osebami iz več kot dvajsetih držav. Ko so jo vprašali, kaj je nameravala s tem doseči, je odvrnila: »Povečati zavedanje o položaju teh ljudi. Mislim, da si zaslužijo pohvalo za vse, kar so preživeli, ne pa, da na njih gledamo zviška.« Leta 2002 je obiskala tabor za begunce Tham Hin na Tajskem ter kolumbijske tabore na Ekvadorju. Nato se je udeležila še več UNHCR-jevih obiskov Kosova ter obiskala kakumaški tabor v Keniji, kjer so bili v glavnem nameščeni begunci iz Sudana. Med snemanjem filma Preko vseh meja v Namibiji je obiskala tudi angolski tabor.
Leta 2003 je Angelina Jolie odpotovala na šestdnevno potovanje po Tanzaniji, kjer je odšla vse do zahodne meje s Kongom, kjer so bili postavljeni tabori za begunce iz Konga, kasneje pa je odšla še na teden dni dolg obisk na Šrilanko, kjer se je srečala z osirotelimi tamilskimi begunci v Jaffni. Potovanje je zaključila s štiridnevno misijo po Rusiji, kjer je odpotovala do severnega Caucasusa. Ob približno istem času, kot je izšel film Preko vseh meja, je Angelina Jolie izdala zbirko dnevnikov, naslovljeno kot Notes from My Travels, neke vrste kroniko njenih prvih misij na terenu (2001–2002). Medtem, ko je decembra 2003 zasebno ostajala v Jordaniji, je prosila za obisk iraškega begunskega tabora na vzhodu Jordanije in kasneje tistega meseca je obiskala tudi sudanske begunce v Egiptu.
Na svojem prvem potovanju znotraj Združenih držav Amerike leta 2004 je Angelina Jolie odšla vArizono, kjer je obiskala priprte prosilce za azil v treh objektih in Jugozahodni ključni program, objekt za otroke brez spremstva v Phoenixu. Junija 2004 je odletela v Čad, kjer je obiskala obmejne lokacije in tabore ubežnike, ki so pobegnili od spopadov z območja zahodnega Sudana oziroma Darfurja. Štiri mesece kasneje je regijo zopet obiskala, le da se je takrat namenila naravnost v zahodni Darfur. Istega leta se je srečala z afganistanskimi begunci na Tajskem in na zasebnih počitnicah v Lebanonu med božičnimi prazniki obiskala UNHCR-jevo regionalno pisarno v Beirutu ter se srečala z mladimi begunci in pacienti z rakom v glavnem mestu Lebanona.
Leta 2005 je Angelina Jolie odpotovala v Pakistan, kjer se je srečala z afganistanskimi begunci; srečala se je tudi s pakistanskim predsednikom Pervezom Musharrafom in premierom Shaukatom Azizom. Čez konec tedna za zahvalni dan v novembru se je v Pakistan vrnila z Bradom Pittom, in sicer zato, da bi videla posledice potres v Kashmirju leta 2005. Leta 2006 sta z Bradom Pittom odletela na Haiti in obiskala šole, katerih pokrovitelj je Yéle Haïti, dobrodelna organizacija, ki jo je ustanovil glasbenik Wyclef Jean, rojen na Haitiju. Med snemanjem filma Mogočno srce v Indiji se je srečala z afganistanskimi in mjanmarskimi begunci v New Delhiju. Božič leta 2006 je preživela s kolumbijski begunci v San Joséju, Costa Rica, kjer je delila darila.
Leta 2007 se je Angelina Jolie vrnila v Čad na dvodnevno misijo, da bi ocenila čedalje slabše varnostno stanje za begunce iz Darfurja; z Bradom Pittom sta nazadnje donirala 1 milijon $ trem dobrodelnim organizacijam iz Čada in Darfurja. Kasneje tistega leta je prvič obiskala Sirijo in odšla v Irak, kjer se je srečala z iraškimi begunci, pa tudi z večnacionalnimi silami in ameriškimi četami. Leta 2008 se je vrnila v Irak in prvič obiskala Afganistan, kjer je obiskala družine, ki so se vrnile v Kabul in pokrajno Nangarhar. Leta 2009 se je spet srečala z mjanmarskimi begunci, tokrat na severnem Tajskem in še tretjič obiskala Irak. Kasneje je obiskala še Dadaab, Kenija, kjer je obiskala največje begunsko naselje na svetu, kjer večinoma stanujejo begunci iz Somalije in se z Bradom Pittom vrnila v Sirijo, kjer je obiskala iraške begunce.
Februarja 2010, potem, ko je donirala 1 milijon $ za pomoč ob odpravljanju škode potresa na Haitiju januarja tistega leta, je Angelina Jolie obiskala Haiti in Dominikansko republiko, da bi se pogovorili o izboljšanju tamkajšnjih razmer v prihodnje. Aprila je skupaj z Bradom Pittom obiskala Bosno, da bi se srečala z razseljenimi žrtvami vojne v Bosni; tja se je vrnila štiri mesece kasneje in se srečala z dvema članoma vlade Bosne in Hercegovine, Harisom Silajdžićem in Željkom Komšićem. Junija tistega leta je zopet obiskala kolumbijske begunce na Ekvadorju, kjer se je znova srečala s kolumbijsko mamo, ki jo je spoznala že leta 2002 in se vrnila na Haiti, kjer se je srečala z mednarodnimi in haitijskimi uradnimi organi, med drugim tudi s predsednikom Renéjem Prévalom. Septembra je obiskala Pakistan in donirala 100.000 $ mednarodnim silam, ki so pomagale ob tamkajšnjih poplavah.
Čez čas je Angelina Jolie začela promovirati in sodelovati pri humanitarnih delih tudi na politični ravni. Redno se je udeleževala svetovnega dneva beguncev, prireditve v Washingtonu, D.C. in v letih 2005 in 2006 govorila na svetovnem gospodarskem forumu v Davosu v letih 2005 in 2006. Začela je tudi lobirati humanitarne interese v glavnem mestu Združenih držav Amerike, kjer se je od leta 2003 dalje vsaj dvajsetkrat srečala s člani kongresa. Za revijo Forbes je razložila: »Čeprav najraje nikoli ne bi obiskala Washingtona, se stvari samo tako začnejo premikati.«
Leta 2005 se je Angelina Jolie udeležila kosila organizacije Narodni tiskovni klub, kjer je oznanila začetek delovanja organizacije Narodni center za begunske in priseljenske otroke (National Center for Refugee and Immigrant Children), organizacijo, ki omogoča brezplačno pravno pomoč otrokom, ki prosijo za azil in nimajo pravnega zastopnika. Organizacijo je ustanovila ona osebno in za prvi dve leti delovanja je sama donirala 500.000 $. Angelina Jolie je plačala več računov za pomoč beguncem in ranljivim otrokom tretjega sveta. Poleg njene vpletenosti v politiko je svojo medijsko razpoznavnost izkoristila tudi zato, da preko medijev promovira humanitarna dela. Leta 2005 je za MTV posnela poseben prispevek, Dnevnik Angeline Jolie in dr. Jeffreyja Sachsa v Afriki (The Diary Of Angelina Jolie & Dr. Jeffrey Sachs in Africa), ki je spremljal njo in ekonomista dr. Jeffreyja Sachsa na potovanju do oddaljenih vasi v zahodni Keniji. Leta 2006 je oznanila začetek delovanja organizacije Jolie-Pitt Foundation, ki je ob ustanovitvi organizacijama Globalna akcija za otroke (Global Action for Children) in Zdravniki brez meja (Doctors Without Borders) donirala vsaki po 1 milijon $. Angelina Jolie je tudi solastnica organizacije Izobraževalno partnerstvo za otroke konfliktov (Education Partnership for Children of Conflict), ki jo je leta 2006 ustanovilo združenje Clinton Global Initiative in pomaga izobraževalnim programom za otroke, na katere so zelo vplivali razni konflikti. Leta 2007 se je pridružila organizaciji Svet za zunanje odnose (Council on Foreign Relations).
Angelina Jolie je prepoznavna po svojem humanitarnem delu. Leta 2003 je postala prva prejemnica nagrade Citizen of the World Award organizacije United Nations Correspondents Association, leta 2005 pa je prejela nagrado Global Humanitarian Award organizacije UNA-USA. Kralj Kambodže, Norodom Sihamoni, jo je 12. avgusta 2005 zaradi njenega konzervativnega dela v državi nagradil z državljanstvom Kambodže; donirala je namreč 5 milijonov $ za postavitev zatočišča za divje živali na severozahodu province Battambang, kjer ima tudi sama svojo posest. Leta 2007 so Angelino Jolie nagradili z nagrado Freedom Award organizacije International Rescue Committee.

## Zasebno življenje

### Razmerja
28. marca 1996 se je Angelina Jolie poročila z britanskim igralcem Jonnyjem Leejem Millerjem, svojim soigralcem iz filma Hekerji (1995). Na poroko je prišla v črnih usnjenih hlačah in beli majici, na kateri je bilo z njeno krvjo zapisano ženinovo ime. Zakonca sta se razšla septembra 1997 in se nazadnje uradno ločila 3. februarja 1999. Ostajata v dobrih odnosih in Angelina Jolie je kasneje pojasnila: »Ni bil pravi čas. Mislim, da je najboljši mož, kar bi si ga dekle lahko zaželelo. Vedno ga bom ljubila, a bila sva preprosto premlada.«
Pred poroko z Jonnyjem Leejem Millerjem je imela Angelina Jolie kratkotrajno razmerje s svojo soigralko iz filma Lisičke (1996), Jenny Shimizu. Kasneje je povedala: »Če se ne bi poročila s svojim možem, bi se po vsej verjetnosti poročila z Jenny. Vanjo sem se zaljubila na prvi pogled.« Ko so jo leta 2003 vprašali, ali je biseksualka, je odvrnila: »Seveda. Če bi se jutri zaljubila v žensko, bi se mi zdelo prav, da se je dotikam in jo poljubljam? Če bi se zaljubila vanjo? Absolutno! Ja!«
Angelina Jolie se je 5. maja 2000 poročila s svojim soigralcem iz filma Kontrolorja poletov, Billyjem Bobom Thorntonom. Zaradi pogostega javnega razkazovanja njune strasti in gest, ki naj bi izkazovale njuno ljubezen (največ pozornosti je pritegnilo nošenje krvi drug drugega v stekleničkah okoli vratu) sta postala priljubljen predmet pogovora medijev. Angelina Jolie in Billy Bob Thornton sta se razšla junija 2002, tri mesece potem, ko sta posvojila dojenčka iz Kambodže, in se uradno ločila 27. maja 2003. Ko so jo povprašali po nenadnemu razpadu njunega zakona, je Angelina Jolie povedala: »Tudi mene je presenetilo, saj sva se kar čez noč popolnoma spremenila. Mislim, da sva se nekega dne zavedla, da nimava ničesar skupnega. In je strašljivo, ampak … mislim, da se ti to lahko zgodi, če se z nekom zapleteš v razmerje, ko se še ne poznaš dovolj dobro.«
Zgodaj leta 2005 je bila Angelina Jolie vpletena v javni hollywoodski škandal, saj so jo obtožili, da je zaradi nje razpadel zakon Brada Pitta in Jennifer Aniston. Skupaj z Bradom Pittom naj bi leta 2004 na snemanju filma Gospod in gospa Smith (2005) začela z ljubezensko afero, kar pa je ob mnogih priložnostih zanikala, čeprav je priznala, da sta se na snemanju »zaljubila«. V intervjuju leta 2005 je razložila: »Ne bi si mogla oprostiti, če bi bila intimna s poročenim moškim, saj je moj lastni oče varal mojo mamo. Če bi to naredila, se ne bi mogla več pogledati. Moški, ki je varal svojo ženo, me ne bi privlačil.«
Medtem, ko Angelina Jolie in Brad Pitt nikoli nista javno komentirala narave njunega razmerja, so se ugibanja o ljubezenski aferi v tistem letu nadaljevala. Prve zasebne slike, ki so jih posneli paparazzi, so objavili aprila tistega leta, mesec dni po tem, ko je Jennifer Aniston vložila zahtevo za ločitev od Brada Pitta; na slikah so se pojavili Brad Pitt, Angelina Jolie in njen sin Maddox na plaži v Keniji. Čez poletje so par vedno pogosteje videvali skupaj in večji del javnosti ju je začel obravnavati kot par, mediji pa so jima nadeli vzdevek »Brangelina«. 11. januarja leta 2006 je Angelina Jolie v intervjuju z revijo People potrdila, da z Bradom Pittom pričakujeta svojega prvega otroka in s tem prvič javno priznala njuno razmerje. Februarja leta 2010 sta Angelina Jolie in Brad Pitt tožila britanski tabloid News of the World, ki je objavil, da sta se razšla; tožbo zaradi posega v zasebnost so na sodišču začeli obravnavati julija tistega leta in paru je tabloid nazadnje plačal nerazkrito odškodnino, ki pa sta jo donirala njuni dobrodelni organizaciji, Jolie-Pitt Foundation.

### Otroci
10. marca 2002 je Angelina Jolie posvojila svojega prvega otroka, sedemmesečnega Maddoxa Chivana iz Kambodže. Ta se je kot Rath Vibol rodil 5. avgusta 2001 in je do posvojitve živel v sirotišnici v Battambangu. Za posvojitev se je odločila potem, ko je Kambodžo obiskala dvakrat, prvič med snemanjem filma Tomb Raider in drugič, ko je leta 2001 odšla tja na terenski izlet z dobrodelno organizacijo UNHCR. Čeprav sta Angelina Jolie in Billy Bob Thornton posvojitev oznanila skupaj, je Maddoxa pravzaprav posvojila Joliejeva sama, kot mati samohranilka, in je po ločitvi zaradi tega dobila polno skrbništvo nad njim. Kot vsi njeni otroci ima tudi Maddox status slavne osebnosti in se večkrat pojavlja v tabloidih.
Angelina Jolie je šestmesečno Zaharo Marley iz Etiopije posvojila 6. julija 2005. Deklica se je rodila 8. januarja 2005 kot Yemsrach, kasneje pa so jo v sirotišnici v Addis Ababi preimenovali v Teno Adam. Kmalu po vrnitvi v Združene države Amerike so Zaharo hospitalizirali zaradi dehidracije in podhranjenosti. Leta 2007 so mediji začeli poročati, da je Zaharina biološka mama, ki je do tedaj veljala za mrtvo, pravzaprav živa in da želi svojo hčerko nazaj, vendar je slednja te govorice kasneje zanikala in dejala, da je Zahara lahko »zelo srečna«, ker jo je posvojila Angelina Jolie.
Brad Pitt je bil po poročanju prisoten, ko je Angelina Jolie podpisala posvojitvene papirje; kasneje sta navedla, da sta se Zaharo odločila posvojiti skupaj. Decembra 2005 je Brad Pitt tudi uradno posvojil Maddoxa in Zaharo, 19. januarja 2006 pa so priimek otrok iz »Jolie« uradno spremenili v »Jolie-Pitt«. Postopek posvojitve se je končal »malo pred« rojstvom njunega prvega biološkega otroka.
Angelina Jolie je hčerko Shiloh Nouvel rodila 27. maja 2006 s pomočjo carskega reza v Swakopmundu, Namibija. Brad Pitt je malo po rojstvu potrdil, da bo imela njuna novorojena hči namibijski potni list. Par se je odločil, da bo Shilohine prve fotografije sam objavil preko distributerja Getty Images in tako ne bo dovolil, da bi te veliko vredne fotografije posneli paparazzi. Revija People je plačala več kot 4,1 milijona $ za pravice za prve fotografije v Severni Ameriki, britanska revija Hello! pa je medtem za mednarodne pravice odštela približno 3,5 milijonov $. Ves dobiček je bil doniran nerazkriti dobrodelni organizaciji. Julija tistega leta so v muzeju Madame Tussauds v New Yorku razstavili voščeno figuro dvomesečne Shiloh; to je bila prva voščena lutka dojenčka, razstavljena v muzeju Madame Tussauds.
15. marca 2007 je Angelina Jolie posvojila triletnega Paxa Thiena iz Vietnama. Deček se je sicer rodil 29. novembra 2003, njegovi starši pa so ga po rojstvu zapustili v porodnišnici Ho Chi Minh City, kjer so mu nadeli ime Pham Quang Sang. Ker Vietnam neporočenim parom ne dovoljuje posvojitev, je Angelina Jolie Paxa najprej posvojila kot mati samohranilka. Aprila 2007 je Angelina Jolie vložila prošnjo za spremembo dečkovega priimka iz »Jolie« v »Jolie-Pitt«, ki so jo odobrili 31. maja 2007. Kasneje je razkrila, da je dečkovo prvo ime, Pax, izbrala njena mama tik pred smrtijo. Brad Pitt je Paxa Thiena v Združenih državah Amerike uradno posvojil 21. februarja 2008.
Na filmskem festivalu v Cannesu maja 2008 je Angelina Jolie potrdila, da pričakuje dvojčka. Sina Knoxa Léona in hčerko Vivienne Marcheline je s pomočjo carskega reza rodila 12. julija 2008 v Nici, Francija. Pravice za prve fotografije Knoxa in Vivienne sta kupili reviji People in Hello! za 14 milijonov $, s čimer so fotografije postale najdražje fotografije slavne osebnosti vseh časov. Denar sta Angelina Jolie in Brad Pitt donirala fundaciji.

## Javna podoba
Angelina Jolie se zaradi slave svojega očeta Jona Voighta v medijih pojavlja že od zgodnjih let. Pri sedmih je imela manjšo vlogo v filmu Lookin' to Get Out, ki ga je med drugim napisal njen oče in v njem tudi zaigral, v letih 1986 in 1988 pa je z njim odšla tudi na podelitev oskarjev. Kakorkoli že, ko se je začela ukvarjati z igranjem, se je odločila, da ne bo uporabljala priimka »Voight«, saj je želela kot igralka vzpostaviti svojo identiteto.
Angelina Jolie, ki nikoli ni zaposlila publicista ali agenta, je v prvih letih svoje kariere v javnosti dajala vtis »divjakinje«. Kaj kmalu je postala ljubljenka tabloidov, saj je bila pri intervjujih vedno zelo odkrita in je odkrito govorila o svojem ljubezenskem življenju ter svojih zanimanjih za BDSM, v nekem intervjuju pa je celo trdila, da je »po vsej verjetnosti oboževalka spanja z žensko«. Leta 1997 je spregovorila o času, ko je najela poklicnega morilca, da bi jo ubil (dal ji je mesec dni časa, da si premisli) in treh dnevih, tik preden se je poročila z Billyjem Bobom Thorntonom, ko je sodelovala pri raziskavah na UCLA-jevem psihiatričnem oddelku. Potem, ko je na 56. podelitvi zlatih globusov leta 1999 sprejela nagrado, je, še vedno oblečena v ročno izdelano obleko visoke mode, okrašeno z biseri, skočila v bazen, v svojem zahvalnem govoru na 72. podelitvi oskarjev leta 2000 pa je dejala: »Trenutno sem tako zaljubljena v svojega brata,« in zaradi tega ter zaradi ljubečega načina obnašanja do njega tisto noč so mediji začeli govoriti o tem, da ima incestno razmerje s svojim bratom, Jamesom Havenom. Kasneje je te govorice zanikala in v nekem intervjuju sta pojasnila, da sta se po ločitvi njunih staršev zanašala drug na drugega in zaradi tega še danes nudita čustveno oporo. Zgodaj in sredi 2000. let je Angelina Jolie večkrat prišla na naslovnice, saj se je iz »divjakinje« spremenila v borko proti globalnim humanitarnim problemom. Ko je postala UNHCR-jeva ambasadorka, je začela svoj status slavne osebe izkoriščati za promoviranje humanitarnih del.
Po njenem zakonu z Billyjem Bobom Thorntonom, ki so ga mediji budno spremljali, je njeno razmerje z Bradom Pittom, ki se je začelo leta 2005, postalo eno izmed najodmevnejših zgodb o slavnih na svetu. Potem, ko je Angelina Jolie zgodaj leta 2006 potrdila nosečnost, so ju mediji začeli zasledovati, vse dokler »vse skupaj ni doseglo točke norosti«, kot je opisal Reuters v njihovi zgodbi »Vročica Brangelina«. Da bi se izognila medijski pozornosti, sta rojstvo hčerke Shiloh, ki jo je novinar revije The Washington Post opisal kot »najbolj pričakovanega otroka od Jezusa Kristusa«, pričakala v Namibiji. Dve leti kasneje je druga nosečnost Angeline Jolie ponovno prilila gorivo medijski blaznosti. Dva tedna je preživela v obmorski bolnišnici v Nici, Francija, reporterji in fotografi pa so v tem času taborili pred bolnišnico na promenadi, da bi poročali o rojstvu dvojčkov Knoxa in Vivienne.
Angelina Jolie je veliko medijev privlačila zaradi svojega videza - predvsem zaradi polnih ustnic, kar je njena največja posebnost. Revija Esquire jo je leta 2004 imenovala za »najprivačnejšo živečo žensko«, leta 2007 pa je zasedla prvo mesto na seznamu »100 najprivlačnejših filmskih zvezd vseh časov«. Leta 2005 jo je britanska verzija revije Harper's Bazaar imenovala za »najlepšo žensko leta«. Istega leta je pristala na vrhu seznama »100 najprivlačnejših žensk«, ki so ga sestavile ameriška, filipinska in portugalska verzija revije FHM; leta 2004 je v romunski verziji revije pristala na tretjem mestu, tako kot leta 2005 v avstralski, nemški in britanski, leta 2006 v nemški in leta 2008 v francoski. Leta 2006 jo je revija People imenovala za najlepšo žensko na svetu; na njihov seznam se je prvič uvrstila leta 1998 in se tam pojavila vsako leto do leta 2004. Leta 2007 so jo v seriji 100 največjih seks simbolov (The 100 Greatest Sex Symbols) britanskega televizijskega kanala Channel 4 izglasovali za največji seks simbol vseh časov. Istega leta je pristala na vrhu seznama »100 najprivlačnejših filmskih zvezd vseh časov« revije Empire; leta 2002 je na tej lestvici dosegla tretje, leta 2004 in 2009 pa drugo mesto. Revija Vanity Fair jo je leta 2009 imenovala za najprivlačnejšo žensko na svetu.
Številni tatuji Angeline Jolie so že večkrat pritegnili pozornost medijev, pogosto pa so jih omenjali tudi v intervjujih z njo. Dejala je, da ne nasprotuje goloti v filmih, a da so morali biti zaradi njenih tatujev ustvarjalci filmov pri snemanju golih ali ljubezenskih prizorov bolj kreativni. Angelina Jolie ima štirinajst poznanih tatujev, med katerimi je tudi latinski pregovor »quod me nutrit me destruit« (»kar me hrani, me uničuje«), citat Tennesseeja Williamsa, »A prayer for the wild at heart, kept in cages« (»Molitev za divjaštvo po srcu, ujeto v kletkah«), arabsko frazo »العزيمة« (»moč volje«), naslov pesmi glasbene skupine The Clash, »Know Your Rights« in trideset centimetrov dolgega ter dvajset centimetrov širokega tigra na hrbtu. Mnogi tatuji so posvečeni njenim ljubljenim, med drugim tudi budistično molitev za njenega sina Maddoxa, šest nizov geografskih koordinat mest, kjer so se rodili njeni otroci na levi rami, malo črko »h« za njenega brata, Jamesa Havena, veliko črko »M« za njeno pokojno mamo, Marcheline in na desnem stegnu frazo »Whiskey Bravo«, ki predstavlja začetnici njenega partnerja Brada Pitta v letalski abecedi (oba imata licenco za letenje. Čez čas si je prekrila ali lasersko odstranila mnoge tatuje, vključno z imenom njenega bivšega moža, »Billy Bob«, kitajskima črkama »死« (»smrt«) in »勇« (»pogum«) ter majhno modro okno na spodnji strani njenega hrbta; razlog za odstranitev okna je bilo dejstvo, je razložila, da je včasih zrla skozi okno in si želela, da bi bila zunaj, zdaj pa tam živi.
Danes je Angelina Jolie ena izmed najbolj slavnih oseb na svetu. Po podatkih, ki jih je leta 2000 objavila revija Q Score, je potem, ko je dobila oskarja, 31 % prebivalcev Združenih držav Amerike trdilo, da jo pozna; leta 2006 jo je poznalo že 81 % Američanov. Leta 2006 je industrijska globalna raziskava organizacije ACNielsen, opravljena na 42 mednarodnih trgih, pokazala, da sta Angelina Jolie in Brad Pitt najljubša slavna oglaševalca za brande in produkte po svetu. Revija The Hollywood Reporter je Angelino Jolie označila za najbolje plačano igralko leta 2008, saj naj bi ji za film plačali 15 milijonov $. Leta 2009 je pristala na prvem mestu Forbsove lestvice »100 slavnih«; že pred tem je leta 2004 zasedla trinajsto, leta 2007 na štirinajsto, leta 2008 pa na tretje mesto seznama. Angelina Jolie se je v letih 2006 in 2008 uvrstila tudi na seznam »Time 100«, seznam 100 najvplivnejših ljudi na svetu, ki ga letno sestavi revija Time. Leta 2010 je zasedla tudi mesto na seznamu »50 ljudi, ki štejejo«, ki ga je sestavila revija New Statesman.

## Filmografija
| Naslov                                      | Leto | Vloga                         | Opombe |
| ------------------------------------------- | ---- | ----------------------------- | --- |
| Lookin' to Get Out                          | 1982 | Tosh                          | |
| Angela & Viril                              | 1993 | Angela                        | Kratki film |
| Alice & Viril                               | 1993 | Alice                         | Kratki film |
| Kiborg 2                                    | 1993 | Casella »Cash« Reese          | |
| Brez dokaza                                 | 1995 | Jodie Swearingen              | |
| Hekerji                                     | 1995 | Kate »Acid Burn« Libby        | |
| Ljubezen je vse                             | 1996 | Gina Malacici                 | |
| Mojave Moon                                 | 1996 | Eleanor »Elie« Rigby          | |
| Lisičke                                     | 1996 | Margret »Legs« Sadovsky       | |
| True Women                                  | 1997 | Georgia Virginia Lawshe Woods | TV film |
| George Wallace                              | 1997 | Cornelia Wallace              | TV film Zlati globus za najboljši nastop igralke v stranski vlogi v seriji, miniseriji ali televizijskem filmu Nominriana — CableACE Award za najboljšo stransko igralko v miniseriji ali televizijskem filmu Nominriana — Emmy Award za izstopajočo stransko igralko v miniseriji ali televizijskem filmu |
| V vlogi boga                                | 1997 | Claire                        | |
| Gia                                         | 1998 | Gia Marie Carangi             | TV film Zlati globus za najboljši nastop igralke v miniseriji ali televizijskem filmu Outfest Grand Jury Award za izstopajočo igralko v filmu Satellite Award za najboljši nastop igralke v miniseriji ali televizijskem filmu Screen Actors Guild Award za izstopajoči nastop igralke v miniseriji ali televizijskem filmu Nominirana — Emmy za izstopajočo glavno igralko v miniseriji ali filmu |
| Peklenska četrt                             | 1998 | Gloria McNeary                | |
| Srčne igre                                  | 1998 | Joan                          | National Board of Review Award za prebojni nastop - Ženski |
| Kontrolorja poletov                         | 1998 | Mary Bell                     | |
| Zbiralec kosti                              | 1999 | Amelia Donaghy                | Nominirana — Blockbuster Entertainment Award za najljubšo igralko - Prehod |
| Nore in svobodne                            | 1999 | Lisa Rowe                     | Oskar za najboljšo igralko v stranski vlogi Blockbuster Entertainment Award za najljubšo stransko igralko - Drama Broadcast Film Critics Association Award za najboljšo stransko igralko Zlati globus za najboljši nastop igralke v stranski vlogi v filmu Nagrada hollywoodskega filmskega festivala za igralko leta Screen Actors Guild Award za izstopajoči nastop ženske igralke v stranski vlogi ShoWest Award za stransko igralko leta Nominirana — Chicago Film Critics Association Award za najboljšo stransko igralko Nominirana — Empire Award za najboljšo igralko Nominirana — Teen Choice Award za izbiro filmske igralke Nominirana — Teen Choice Award za izbiro filmske postave |
| Samo še 60 sekund                           | 2000 | Sara »Sway« Wayland           | Blockbuster Entertainment Award za najljubšo igralko - Akcija |
| Lara Croft: Tomb Raider                     | 2001 | Lara Croft                    | Nominirana — Kids' Choice Award za najljubšo žensko akcijsko zvezdnico Nominirana — MTV Movie Award za najboljši ženski nastop Nominirana —MTV Movie Award za najboljši pretep Nominirana — Saturn Award za najboljšo igralko Nominirana — Teen Choice Award za izbiro filmske igralke |
| Izvirni greh                                | 2001 | Julia Russell                 | |
| Življenje ali nekaj takega                  | 2002 | Lanie Kerrigan                | |
| Lara Croft - Tomb Raider: Zibelka življenja | 2003 | Lara Croft                    | |
| Preko vseh meja                             | 2003 | Sarah Jordan                  | |
| Zbiralec življenj                           | 2004 | Illeana Scott                 | Nominirana — Teen Choice Award za izbiro filmske strašljive scene |
| Kraljestvo morskega psa                     | 2004 | Lola                          | Voice |
| Nebeški kapitan in svet prihodnosti         | 2004 | Francesca »Franky« Cook       | People's Choice Award za najljubšo žensko akcijsko filmsko zvezdnico Nominirana — Saturn Award za najboljšo stransko igralko |
| The Fever                                   | 2004 | Revolucionarka                | TV film Cameo |
| Aleksander                                  | 2004 | Olimpija                      | |
| Gospod in gospa Smith                       | 2005 | Jane Smith                    | MTV Movie Award za najboljši pretep NRJ Ciné Award za najboljši poljub Teen Choice Award za izbiro filmske igralke - Akcijska avantura/triler Teen Choice Award za izbiro filmske lažnivke Teen Choice Award za izbiro filmskega ravsa Nominirana — MTV Movie Award za najljubši poljub Nominirana — People's Choice Award za najljubšo žensko akcijsko zvezdnico Nominirana — People's Choice Award za najljubšo žensko filmsko zvezdnico Nominirana — People's Choice Award za najljubši par na ekranu Nominirana — Teen Choice Award za izbiro filmske kemije Nominirana — Teen Choice Award za izbiro filmske plesne scene Nominirana — Teen Choice Award za izbiro filmske šminke |
| Dobri pastir                                | 2006 | Margaret Russell              | |
| Mogočno srce                                | 2007 | Mariane Pearl                 | Nagrada mednarodni filmski festival v Santa Barbari za izstopajoči nastop Nominirana — Broadcast Film Critics Association Award za najboljšo igralko Nominirana — Chicago Film Critics Association Award za najboljšo igralko Nominirana — Empire Award za najboljšo igralko Nominirana — Zlati globus za najboljši nastop igralke v filmu - Drama Nominirana — Independent Spirit Award za najboljšo žensko glavno igralko Nominirana — London Film Critics Circle Award za igralko leta Nominirana — NAACP Image Award za izstopajočo igralko v filmu Nominirana — Online Film Critics Society Award za najboljšo igralko Nominirana — Satellite Award za najboljšo igralko v filmu - Drama Nominirana — Screen Actors Guild Award za izstopajoči nastop ženske igralke v glavni vlogi Nominirana — Teen Choice Award za izbiro filmske igralke - Drama |
| Beowulf                                     | 2007 | Grendelova mati               | Nominirana — MTV Movie Award za najboljšega zlobneža |
| Kung Fu Panda                               | 2008 | Tigrica                       | Glas |
| Iskan                                       | 2008 | Fox                           | People's Choice Award za najljubšo žensko akcijsko zvezdnico Nominirana — MTV Movie Award za najboljši ženski nastop Nominirana — MTV Movie Award za najboljši poljub Nominirana — MTV Movie Award za najboljši prestrašeni trenutek Nominirana — National Movie Award za najboljši nastop - Ženski Nominirana — People's Choice Award za najljubšo žensko filmsko zvezdnico |
| Zamenjan                                    | 2008 | Christine Collins             | Satellite Award za najboljšo igralko v filmu - Drama Saturn Award za najboljšo igralko Nominirana — Oskar za najboljši nastop igralke v glavni vlogi Nominirana — BAFTA Award za najboljšo glavno igralko Nominirana — Broadcast Film Critics Association Award za najboljšo igralko Nominirana — Chicago Film Critics Association Award za najboljšo igralko Nominirana — Empire Award za najboljšo igralko Nominirana — Zlati globus za najboljšo igralko v filmu - Drama Nominirana — Irish Film and Television Award za najboljšo mednarodno igralko Nominirana — London Film Critics Circle Award za igralko leta Nominirana — Screen Actors Guild Award za izstopajoči nastop ženske igralke v glavni vlogi Nominirana — Teen Choice Award za izbiro filmske igralke - Drama                                                                        |
| Salt                                        | 2010 | Evelyn Salt                   | Nominirana — People's Choice Awards za najljubšo akcijsko zvezdo Nominirana — People's Choice Award za najljubšo žensko filmsko zvezdnico Nominirana — Teen Choice Award za izbiro poletne filmske zvezde - Ženska |
| Turist                                      | 2010 | Elise Ward                    | Nominirana — Zlati globus za najboljši nastop igralke v filmu - Muzikal ali komedija |
| Kung Fu Panda 2                             | 2011 | Tigrica                       | Glas (post-produkcija) |

## Izbrane nagrade in nominacije
| Leto | Nagrada                        | Kategorija                                                                             | Film             | Osvojila? |
| ---- | ------------------------------ | -------------------------------------------------------------------------------------- | ---------------- | --------- |
| 1998 | Emmy                           | Izstopajoča stranska igralka v miniseriji ali filmu                                    | George Wallace   | Ne        |
| 1998 | Zlati globus                   | Najboljši nastop igralke v stranski vlogi v seriji, miniseriji ali televizijskem filmu | George Wallace   | Da        |
| 1998 | National Board of Review Award | Prebojni nastop - Ženski                                                               | Srčne igre       | Da        |
| 1998 | Emmy Award                     | Izstopajoča glavna igralka v miniseriji ali filmu                                      | Gia              | Ne        |
| 1999 | Zlati globus                   | Najboljši nastop igralke v miniseriji ali televizijskem filmu                          | Gia              | Da        |
| 1999 | Screen Actors Guild Award      | Izstopajoči nastop ženske igralke v miniseriji ali televizijskem filmu                 | Gia              | Da        |
| 2000 | Oskar (filmska nagrada)        | Najboljša igralka v stranski vlogi                                                     | Nore in svobodne | Da        |
| 2000 | Zlati globus                   | Najboljši nastop igralke v stranski vlogi v filmu                                      | Nore in svobodne | Da        |
| 2000 | Screen Actors Guild Award      | Izstopajoči nastop ženske igralke v stranski vlogi                                     | Nore in svobodne | Da        |
| 2008 | Zlati globus                   | Izstopajoči nastop igralke v filmu - Drama                                             | Mogočno srce     | Ne        |
| 2008 | Screen Actors Guild Award      | Izstopajoči nastop ženske igralke v glavni vlogi                                       | Mogočno srce     | Ne        |
| 2009 | Oskar                          | Najboljši nastop igralke v glavni vlogi                                                | Zamenjan         | Ne        |
| 2009 | BAFTA Award                    | Najboljša glavna igralka                                                               | Zamenjan         | Ne        |
| 2009 | Zlati globus                   | Najboljši nastop igralke v filmu - Drama                                               | Zamenjan         | Ne        |
| 2009 | Screen Actors Guild Award      | Izstopajoči nastop ženske igralke v glavni vlogi                                       | Zamenjan         | Ne        |
| 2011 | Zlati globus                   | Najboljši nastop igralke v filmu - Muzikal ali komedija                                | Turist           | Ne        |